# Rattus pelurus
Rattus pelurus — один з видів гризунів роду пацюків (Rattus).

## Поширення
Цей погано вивчений вид живе тільки на острові Пеленг, біля східного узбережжя острова Сулавесі, Індонезія.

## Морфологічні особливості
Великі гризуни, завдовжки 236—267 мм, хвіст — 245—297 мм.

## Зовнішність
Хутро шорстке, посипане надзвичайно довгим волоссям. Верхні частини сірувато-коричневі, а вентральні — сірі. Вуха ясні. Хвіст довше голови і тіла, трохи двоколірний.

## Загрози та охорона
Загрози для цього виду невідомі.